# Trans (musikalbum)
Trans är ett album av Neil Young, utgivet 1982. Liksom mycket av hans övriga produktion under 1980-talet fick albumet generellt dålig kritik. Young experimenterade på albumet med synthesizers, elektronisk modifiering och en vocoder som användes på flera spår, vilket gjorde texterna svåra att tyda. Vocodern ska ursprungligen ha kommit från Youngs försök att finna ett sätt att kommunicera med sin son, som fötts med cerebral pares.[källa behövs]
Trans nådde som bäst 19:e plats på Billboardlistan.

## Låtlista
Samtliga låtar skrivna av Neil Young.
1. "Little Thing Called Love" - 3:09
2. "Computer Age" - 5:21
3. "We R in Control" - 3:30
4. "Transformer Man" - 3:22
5. "Computer Cowboy (a.k.a. Skycrusher)" - 4:08
6. "Hold on to Your Love" - 3:25
7. "Sample and Hold" - 5:10
8. "Mr. Soul" - 3:15
9. "Like an Inca" - 8:19